# Chiasmia aestimaria
Chiasmia aestimaria, conocido (en inglés) como tamarisk peacock o "pavo real del tamarisco" es una especie de polilla de la familia Geometridae, descrita por primera vez por el entomólogo alemán Jacob Hübner en 1809 con amplia distribución mundial. Cuenta con dos subespecies:
- Godonela aestimaria sareptanaria (Staudinger, 1871) (Europa)
- Godonela aestimaria kuldshana (Wehrli, 1940) (Asia)

## Descripción
Es una polilla pequeña con una envergadura de 20 a 27 milímetros (0,8 a 1,1 plg). Las alas son de color amarillo-ocre claro a gris, débilmente irrigadas con gris o marrón. La cabeza, el tórax y abdomen tienen el mismo color que las alas. La línea postmedial está muy bien desarrollada, estrecha oblicua, color marrón oscuro. La costa del ala posterior tiene triángulos marrones, formados por las líneas postmedial y subterminal y por medio del cual se disingue de otras especies del género. Los flecos son a cuadros. Las manchas discales en forma de semiluna. Por debajo las alas están muy irritadas con marrón, particularmente el área terminal. Las antenas son débilmente fasciculadas en el macho y filiforme en la hembra.: 177 

## Distribución
Godonela aestimaria se encuentra desde la isla de Fuerteventura, a través del norte de África hasta Senegal y en partes de Asia, incluyendo Oriente Próximo y Medio. En Europa, la polilla se encuentra en el sur de la península ibérica (incluyendo el litoral Cantábrico y mediterráneo y las islas Baleares) y otras regiones del sureste de Europa (incluyendo Grecia y Bulgaria),: 600  también en el centro de Francia, en Italia y Croacia. Hacia el norte, parece alcanzar las estribaciones meridionales de los Alpes. Nuevos registros de Alemania e Inglaterra indican que podría residir en esos países, en jardines con especies Tamarix debido al calentamiento global.
Su hábitat lo constituye las zonas bajas con vegetación ripícola, los sotos fluviales y bosques de ribera desde el nivel del mar hasta los 1200 metros (3937,0 pies) de altitud.

## Ciclo de vida
La polilla es bivoltina, es decir, tiene dos generaciones cada año. Vuela de abril a mayo y luego en agosto y septiembre, dependiendo de la ubicación, y la especie pasa el invierno como pupa. Las orugas se alimentan de especies Tamarix, princiaplmente Tamarix gallica y Tamarix africana.